# Daniek Hengeveld
Daniek Hengeveld (17 november 2002) is een Nederlands weg- en baanwielrenster die anno 2025 uitkomt voor CERATIZIT-WNT Pro Cycling Team.

## Carrière
In 2019 won Hengeveld in Gent de afvalkoers tijdens de Europese kampioenschappen baanwielrennen voor junioren. Tijdens datzelfde toernooi behaalde ze samen met Maike van der Duin een tweede plaats op de koppelkoers. Hengeveld ging in 2021 rijden voor de Nederlandse wielerploeg Grant Thornton Krush Tunap. Op 12 juni 2021 behaalde ze haar eerste profzege; ze won de proloog van de GP Belgrado in Servië. Later die dag in de middagetappe brak ze echter een ruggenwervel bij een val. In de Simac Ladies Tour in augustus 2021 kreeg ze in de derde etappe de prijs van de meeste strijdlust.
Begin 2023 stapte ze over naar Team DSM. Twee jaren ging ze rijden voor het Duitse CERATIZIT-WNT Pro Cycling Team. Op haar eerste wedstrijddag bij haar nieuwe ploeg won ze gelijk de grootste zege van haar carrière. Ze won de eerste etappe in de Tour Down Under, waar ze 36 seconden eerder finishte dan de nummer twee Ally Wollaston.

## Palmares

### Wegwielrennen
2021
Proloog GP Belgrado
2025
1e etappe Tour Down Under

### Resultaten in voornaamste wedstrijden
| Jaar | Ronde van Italië | Ronde van Frankrijk | Ronde van Spanje |
| ---- | ---------------- | ------------------- | ---------------- |
| 2021 |                  |                     |                  |
| 2022 |                  |                     |                  |
| 2023 |                  |                     |                  |
| 2024 |                  |                     | 100e             |
| 2025 |                  | 50e                 |                  |

| Jaar | Milaan-San Remo | Gent-Wevelgem | Ronde van Vlaanderen | Parijs-Roubaix | Amstel Gold Race | Scheldeprijs |
| ---- | --------------- | ------------- | -------------------- | -------------- | ---------------- | ------------ |
| 2021 |                 |               |                      |                |                  | 78e          |
| 2022 |                 |               |                      |                | 82e              | 83e          |
| 2023 |                 | opgave        | opgave               | 36e            |                  | 21e          |
| 2024 |                 |               |                      |                |                  |              |
| 2025 | 24e             | 54e           | opgave               | 61e            | opgave           |              |

### Baanwielrennen
| Jaar        | NK                                                     | EK                                                       | WK                                                      | Overig                                               |             |
| Als juniore | Als juniore                                            | Als juniore                                              | Als juniore                                             | Als juniore                                          | Als juniore |
| ----------- | ------------------------------------------------------ | -------------------------------------------------------- | ------------------------------------------------------- | ---------------------------------------------------- | ----------- |
| 2018        | keirin · achtervolging · omnium                        |                                                          |                                                         |                                                      |             |
| 2019        | achtervolging · puntenkoers · scratch                  | afvalkoers · koppelkoers                                 |                                                         |                                                      |             |
| 2020        |                                                        | afvalkoers                                               |                                                         |                                                      |             |
| Als belofte |                                                        |                                                          |                                                         |                                                      |             |
| 2022        |                                                        | omnium · puntenkoers · 4e achtervolging · 5e koppelkoers |                                                         |                                                      |             |
| Als elite   |                                                        |                                                          |                                                         |                                                      |             |
| 2018        | 6e koppelkoers                                         |                                                          |                                                         |                                                      |             |
| 2019        | ploegenachtervolging · 6e koppelkoers                  |                                                          |                                                         |                                                      |             |
| 2020        |                                                        |                                                          |                                                         |                                                      |             |
| 2021        | achtervolging · puntenkoers · afvalkoers · koppelkoers | 6e ploegenachtervolging 7e achtervolging                 |                                                         |                                                      |             |
| 2022        | 5e puntenkoers                                         | 5e ploegenachtervolging 8e achtervolging                 | 5e ploegenachtervolging 5e puntenkoers 9e achtervolging | Aigle: · puntenkoers · 4e achtervolging · 4e scratch |             |

## Ploegen
- 2021 –  Grant Thornton Krush Tunap
- 2022 –  Grant Thornton Krush Tunap
- 2023 –  Team DSM
- 2024 –  Team DSM-Firmenich PostNL
- 2025 –  CERATIZIT-WNT Pro Cycling Team

Barale · Ciabocco · Curinier · Georgi · Hengeveld · Jastrab · Koch · Kool · Labous · van der Meiden · Peperkamp · Plouffe · Rayer · Storrie · Uijen · Vinke
Bader (vanaf 16/7) · Barale · Barbieri · Ciabocco · Georgi · Hengeveld · Jastrab · Koch · Kool · Labous · van der Meiden (tot 30/7) · Nelson · Peperkamp · Plouffe · Rayer · Smith · Storrie · Uijen · Vinke
Alonso · Brauße · Burlová · Van Dam · Eberle · Fiorin · Hartmann (vanaf 14/3) · Hashimi · Hengeveld · Jaskulska · Miermont · Le Mouel · De Zoete · Zsankó